# Antonio Rabinad Muniesa
Antonio Rabinad Muniesa   (Barcelona, 1927 - Barcelona, 29 d'agost de 2009) fou un escriptor català en llengua castellana, fill d'un treballador portuari aragonès que va morir a la Guerra Civil. La seva infància va transcórrer en una casa al costat de les vies del tren. Fascinat per la lectura, va tenir una educació autodidacta, la qual, unida a les seves inquietuds creadores, el van dur a la literatura. Va publicar els seus primers contes en la revista Destino. La seva primera novel·la Los contactos furtivos, va obtenir el Premio Internacional de novela l'any 1952, però va ser prohibida per la censura. La seva obra publicada és completament en espanyol.
Rabinad és company generacional de l'anomenada Escola de Barcelona (Carlos Barral, Jaime Gil de Biedma, Juan Marsé o Juan García Hortelano).
Va viure uns anys a Veneçuela i posteriorment tornà a Barcelona - els diumenges tenia una parada de llibres vells al mercat de Sant Antoni -, on va morir el 29 d'agost de 2009.
L'any 1983, veu la llum la seva gran obra "Memento Mori", que va ser designada per la crítica literària com "la novel·la de la Barcelona de la guerra i la postguerra". Abans, l'any 1967 havia obtingut el Premi Ciutat de Barcelona per la novel·la "Niño asombrado".
Col·laborà amb el director de cinema Vicente Aranda en l'escriptura de tres dels guions de les seves pel·lícules: Libertarias (1996), Tiempo de silencio (1986) i Las crueles (1969).